# فرودگاه کینگ سالمون
فرودگاه کینگ سالمون (به انگلیسی: King Salmon Airport) یک فرودگاه همگانی بهره‌برداری هوایی با کد یاتا AKN است که یک باند فرود آسفالت دارد و طول باند آن ۲۵۹۱ متر است. این فرودگاه در شهر کینگ سالمون، آلاسکا کشور ایالات متحده آمریکا قرار دارد و در ارتفاع ۲۲ متری از سطح دریا واقع شده است.